# Keith Martin
Pour les articles homonymes, voir Martin.
Keith P. Martin (né le 13 avril 1960 à Londres en Angleterre) est un homme politique canadien ; il est député à la Chambre des communes du Canada, représentant la circonscription britanno-colombien de Esquimalt—Juan de Fuca de 1993 à 2011.

## Biographie
Martin est d'abord élu en 1993 sous la bannière du Parti réformiste du Canada. Contrairement à la majorité des réformistes, toutefois, il n'est pas conservateur sur le plan social, ce qui le mène à des disputes fréquentes avec la direction du parti. Il est conservateur sur les questions économiques comme la privatisation des soins de santé, mais il est plus libéral dans ses positions sur l'homosexualité, l'avortement et d'autres questions sociales. Lorsque le Parti réformiste se transforme en 2000 pour devenir l'Alliance canadienne, il présente sa candidature à la direction du parti, mais il termine quatrième avec à peine 2 % des voix. Malgré leurs différences idéologiques, il reste fidèle à Stockwell Day et ne se joint pas au groupe de dissidents qui quittent temporairement le caucus en 2001-2002 pour protester le leadership du chef allianciste.
En janvier 2004, après la fusion de l'Alliance canadienne avec le Parti progressiste-conservateur en un nouveau parti appelé Parti conservateur du Canada, Martin annonce qu'il ne se joint pas au nouveau parti. Il siège à titre de député indépendant pour le reste de la 37e législature, mais dans l'élection de 2004 il se présente à la réélection sous la bannière du Parti libéral du Canada. Il est réélu et est nommé secrétaire parlementaire du ministre de la Défense nationale.
Lors de l'élection de 2006, il dit des publicités négatives du Parti libéral qu'elles ont été approuvées par « un quelconque crétin », un commentaire qui retient l'attention de la presse nationale car le premier ministre Paul Martin avoue avoir approuvé lui-même les publicités. Il est réélu dans cette élection, lors de laquelle le parti libéral devient l'opposition. Il agit alors comme critique libéral pour les Affaires étrangères. Il est réélu lors de l'élection générale de 2008.